# Прот и Јакинт
Прот и Јакинт су хришћански светитељи. Били су ранохришћански мученици који су страдали за време цара Галијена. Били су евнуси свете Евгеније. Заједно са Евгенијом су побегли од њеног оца Филипа и крстили се. Крстио их је епископа Елије. Помогли су Евгенији да се преруши у мушко одело и замонаши у мушком манастиру, у коме су се и они замонашили.
Када их је крстио епископ Елије им је рекао:
Ви сте робови по телесном пореклу, али сте слободни духом, јер дух ваш није поробљен ничим земаљским. Зато не ја, већ сам Господ Христос говори вама: Више вас не називам робовима него пријатељима. Блажени сте ви због такве слободе ваше, али сте још блаженији због вашег пријатељства и сједињења с Христом: јер ви једнодушно изабрасте узети на себе јарам Христов, и ничим не ометосте блажену Евгенију у ње!ној намери, већ заједно с њом горите духом да служите Господу. И када она буде изашла из овог живота, заједно с њом и ви ћете се удостојити од Господа оних венаца и награде, којих и она.
У манастиру су живели као монаси једно време, а касније су заједно са Евгенијом отишли у Рим. Тамо су превели у хришћанство много младих људи.
Када су римски војници ухватили Прота и Јакинта као хришћане, одвели су их у многобожачки храм да се поклоне богу Зевсу. У хришћанској традицији се помиње да чим су ушли у храм, Зевсов кип је пао и разбио се у делове. Када је епарх Рима Никитије обавештен о томе наредио је да им се одсеку главе, сматрајући да су они својим магијама срушили њиховог бога Зевса. Убијени су 262. године.
Гробови Прота и Јакинта су откривени за време папе Дамаса I 366. године, и над њима је убрзо подигнута црква. У садашње време њихове мошти се налазе у Риму.
Српска православна црква слави их 24. децембра по црквеном, а 6. јануара по грегоријанском календару.